# Rudolf Lange
 (janvier 2020).
Si vous disposez d'ouvrages ou d'articles de référence ou si vous connaissez des sites web de qualité traitant du thème abordé ici, merci de compléter l'article en donnant les références utiles à sa vérifiabilité et en les liant à la section « Notes et références ».
Rudolf Lange (18 avril 1910 – 23 février 1945) était un fonctionnaire allemand et officier supérieur de la SS, atteignant le grade de Standartenführer  (colonel).

## Biographie
Rudolph Lange naquit à Weißwasser en 1910 ; il était le fils d'un inspecteur des chemins de fer impériaux. Après avoir passé son abitur en 1928, il commença des études de droit et il fut greffier à Staßfurt et à Naumburg. Il obtint son doctorat à l'université d'Iéna en 1936.
Il devint membre des SA en novembre 1933, puis membre de la Gestapo de Berlin en septembre 1936. Il rejoignit les SS et le NSDAP en 1937. Il servit alors comme chef de la police pour Berlin, à Vienne entre 1938 et 1939. Il passa ensuite aux bureaux de la Gestapo de Stuttgart, Weimar, Erfurt avant de retourner à Berlin en 1940.
Il fut chef de la Sécurité pour la Lettonie, représentant du Commandant en chef de la police de sûreté et du service de sécurité au Reichskommissariat Ostland. Il participa à la conférence de Wannsee.
Il est en grande partie responsable de la mise en œuvre de l'extermination de la population juive de la Lettonie (le Einsatzgruppe A tua plus de 250 000 personnes en un peu moins de 6 mois). En 1941, il était Sturmbannführer (Major) dans les SS . Au sein de l'Einsatzgruppe A, il était responsable de l'Einsatzkommando 2 et participa personnellement aux massacres de masse dans la région de Riga qui tuèrent 35 000 personnes en deux jours. Le 10 janvier 1942, Lange fut nommé commandant de la Sipo et du SD dans le district général de Lettonie. En raison de son rôle en Lettonie, il fut convié à la conférence de Wannsee. En 1942, Lange fut nommé Obersturmbannführer au siège central de Riga jusqu'en 1945 et fut promu Standartenführer.
Il fut peut-être tué au combat à Poznań (Pologne) en février 1945 ou s'est peut-être suicidé, les archives sont peu claires. Il était l'un des quelques officiers de la SS à avoir reçu la Croix allemande, en or.
Des témoignages le décrivent comme violent, ayant assassiné de sang froid et pour des raisons triviales.